# Условия Инады
Условиями Инады (англ. Inada conditions) в макроэкономике называют допущения о характере производственной функции, гарантирующие стабильность экономического роста в неоклассической модели (англ. balanced growth path, BGP). В нынешнем виде введены Хирофуми Удзавой, названы в честь другого японского экономиста, Кенити Инады.

## Условия
Предполагается, что задана непрерывно дифференцируемая производственная функция {\displaystyle F:\mathbb {R} ^{n}\to \mathbb {R} }, где {\displaystyle n} — количество факторов производства. Например. для функции Кобба-Дугласа их традиционно два: капитал {\displaystyle K} и труд {\displaystyle L}. Тогда к производственной функции можно предъявить следующие требования.
1. Значение функции в нуле равно нулю {\displaystyle F(\mathbf {0} )=0}. При этом требуют, чтобы функция была равна нулю даже если только один из факторов отсутствует.
2. Функция является монотонно возрастающей по каждому из факторов: {\displaystyle F'_{X_{i}}(\mathbf {X} )>0,\,\forall i}.
3. Функция является строго вогнутой, то есть вторая производная функции отрицательна: {\displaystyle \partial ^{2}f(\mathbf {X} )/\partial X_{i}^{2}<0,\,\forall x_{i}}.
4. Предел первой производной {\displaystyle F(\mathbf {X} )} равен бесконечности при {\displaystyle X_{i}}, стремящемся к 0: {\displaystyle \lim _{X_{i}\to 0}\partial F(\mathbf {X} )/\partial X_{i}=+\infty };
5. Предел первой производной {\displaystyle F(\mathbf {X} )} равен 0 при {\displaystyle X_{i}}, стремящемся к бесконечности: {\displaystyle \lim _{X_{i}\to +\infty }\partial F(\mathbf {X} )/\partial X_{i}=0}.

Условиями Инады называют как все сформулированные выше требования, так и последнюю группу требований, накладывающих ограничения на поведение производной.
Условия Инады обладают следующим смыслом. Равенство функции нулю означает, что для производства требуются ресурсы и все факторы производства обязательно должны присутствовать. Возрастание означает, что большее количество факторов производства приносит больший выпуск. Вогнутость является следствием убывающего предельного продукта. Требования к поведению производной означают, что в начальный момент каждая дополнительная единица ресурсов дает экономике очень много выпуска, но со временем из-за убывающей отдачи расти становится все сложнее. Каждая дополнительная единица приносит все меньше.
С математической точки зрения, условия Инады гарантируют существование сбалансированной траектории роста экономики в модели (англ. balanced growth path, BGP).

## Функция Кобба — Дугласа
Из класса функций CES всем перечисленным условиям удовлетворяет только функция Кобба — Дугласа. Не трудно проверить выполнение этих условий для функции {\displaystyle Y=F(K,L)=K^{\alpha }L^{1-\alpha }} ({\displaystyle \alpha \in (0,1)}).
В производстве отсутствует капитал или труд, тогда:
{\displaystyle F(0,L)=0}, {\displaystyle F(K,0)=0}.
Функция является монотонной по обоим факторам производства:
{\displaystyle F'_{K}=\alpha K^{\alpha -1}L^{1-\alpha }>0}
{\displaystyle F'_{L}=(1-\alpha )K^{\alpha }L^{-\alpha }}.
Убывающая предельная отдача капитала и труда:
{\displaystyle F''_{K}=\alpha (\alpha -1)K^{\alpha -2}L^{1-\alpha }<0}
{\displaystyle F''_{L}=-\alpha (1-\alpha )K^{\alpha }L^{-\alpha -1}<0}.
Поведение первой производной в нуле:
{\displaystyle \lim _{K\to 0}F'_{K}=\alpha K^{\alpha -1}L^{1-\alpha }=\infty }
{\displaystyle \lim _{L\to 0}F'_{L}=(1-\alpha )K^{\alpha }L^{-\alpha }=\infty }.
Поведение первой производной и на бесконечности:
{\displaystyle \lim _{K\to \infty }F'_{K}=\alpha K^{\alpha -1}L^{1-\alpha }=0}
{\displaystyle \lim _{L\to \infty }F'_{L}=(1-\alpha )K^{\alpha }L^{-\alpha }=0}.